# Wilhelmine de Prusse (1774-1837)
Pour les articles homonymes, voir Wilhelmine de Prusse.
Titres
Reine consort des Pays-Bas
15 mars 1815 – 12 octobre 1837
(22 ans, 6 mois et 27 jours)
Grande-duchesse consort de Luxembourg
15 mars 1815 – 12 octobre 1837
(22 ans, 6 mois et 27 jours)
Wilhelmine de Prusse (Nom complet en néerlandais: Frederica Louisa Wilhelmina; en allemand : Friederike Luise Wilhelmine) (18 novembre 1774, Potsdam - 12 octobre 1837, La Haye) est née princesse de Prusse et est devenue reine consort des Pays-Bas par son mariage avec le roi Guillaume Ier.

## Biographie
Quatrième enfant et fille aînée survivante du roi de Prusse Frédéric-Guillaume II et de sa seconde épouse Frédérique-Louise de Hesse-Darmstadt, Wilhelmine est née à Potsdam en Allemagne le 18 novembre 1774. Elle reçoit une éducation assez sévère dominée par l'influence de son grand-oncle Frédéric le Grand qui meurt en 1786.
Le 1er octobre 1791, elle épouse à Berlin son cousin utérin Guillaume d'Orange-Nassau, fils du stathouder, Guillaume V, prince d'Orange, et de Wilhelmine de Prusse, sa tante et homonyme. Bien que le mariage soit arrangé entre les familles de Prusse et d'Orange-Nassau pour sceller une nouvelle fois leur alliance, l'union est heureuse. Le jeune couple s'installe dans le Palais Noordeinde à La Haye où naît leur fils aîné. Les autres enfants naîtront à Berlin pendant l'exil consécutif à la Révolution batave.
Guillaume et Wilhelmine ont six enfants :
- Guillaume (1792-1849) épouse en 1816 Anna Pavlovna de Russie (1795-1865), fille du tsar Paul Ier et de sa seconde épouse Sophie-Dorothée de Wurtemberg
- Un enfant mort-né en 1795
- Frédéric (1797-1881) épouse en 1828 Louise de Prusse (1808-1870), la benjamine du roi Frédéric-Guillaume III et de Louise de Mecklembourg-Strelitz et sœur du Kaiser Guillaume Ier).
- Pauline (1800-1806)
- un enfant mort-né en 1806
- Marianne (1810-1883) épouse en 1830 Albert de Prusse (1809-1872), fils cadet de Frédéric-Guillaume III et de Louise de Mecklembourg-Strelitz

## Exil et restauration

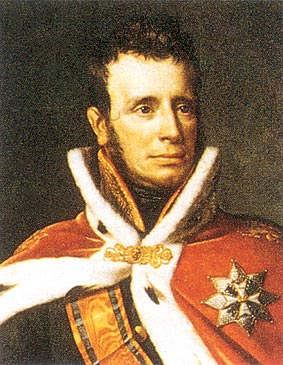
Guillaume Ier (1819)

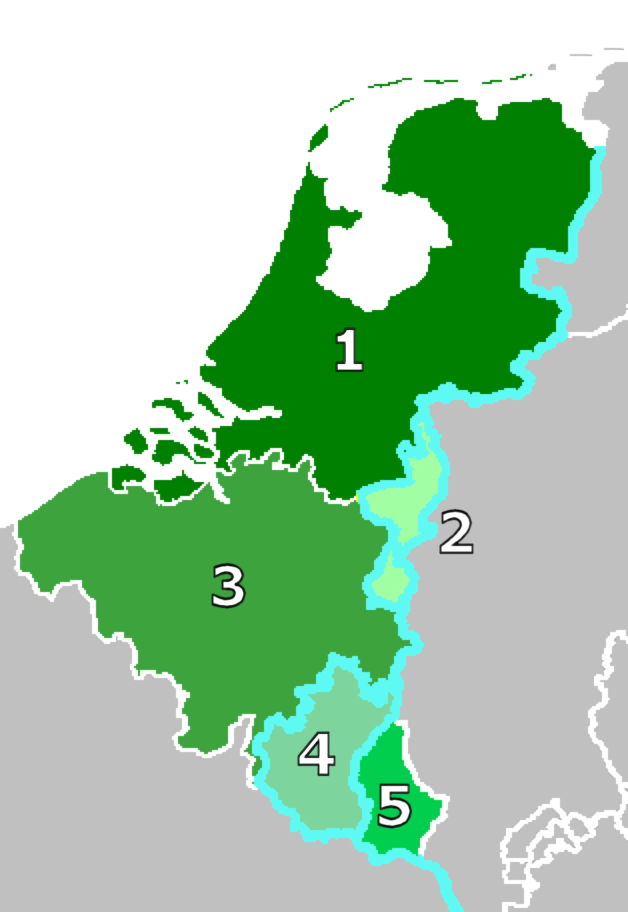
Le royaume uni des Pays-Bas (1815/1830): 1.Provinces unies, 2.Limbourg, 3.Belgique, 4-5. Luxembourg.

En 1795, les Français envahissent les Provinces-Unies et la famille princière se voit contrainte à l'exil. Elle se réfugie d'abord en Angleterre, puis en 1796 en Prusse à Berlin dans la famille de Wilhelmine. Pendant cet exil, Wilhelmine met régulièrement au monde des enfants mais en 1806,  s'échappant en Pologne alors que les Français s'approchent de Berlin, elle met au monde un enfant mort-né.
La défaite de Napoléon à Leipzig inaugure la fin de son empire et le départ des troupes françaises. Face aux désirs d'annexion des anciennes Provinces-Unies par l'Angleterre et de la Prusse, le comte Leopold de Limburg Stirum, gouverneur de La Haye forme avec deux autres aristocrates un triumvirat, proclame la création de la principauté souveraine des Pays-Bas unis et offre la couronne à Guillaume, fils du dernier statthouder.
Guillaume retrouve sa patrie le 30 novembre 1813 mais refuse le titre de roi et se contente de celui de "prince souverain". En 1814, l'empire français ayant été écrasé, le Congrès de Vienne qui remodèle l'Europe, décide la création ex nihilo d'un État tampon au nord de la France et crée le Royaume des Pays-Bas unissant unilatéralement les feues Provinces-unies calvinistes aux anciens Pays-Bas autrichiens et à l'ex-Principauté épiscopale de Liège  catholiques et en grande partie francophones (actuelle Belgique). De plus, le Luxembourg, promu au rang de grand-duché est donné à Guillaume et à ses héritiers "à titre personnel", la forteresse de Luxembourg-ville, la plus puissante d'Europe, reçoit cependant une garnison prussienne. Alors que les anciennes Provinces-Unies n'étaient bordées par aucun voisin puissant, le Royaume des Pays-Bas a pour voisins immédiats le Royaume de France au sud et le Royaume de Prusse à l'est. A l'ouest, seule la mer du nord le protège du Royaume-Uni.
Le Congrès confie cet État au prince Guillaume d'Orange-Nassau, fils aîné du dernier Stathouder des Provinces-Unies. Cependant le débarquement de l'ex-empereur des Français amène le prince souverain à s'auto-proclamer roi des Pays-Bas le 16 mars 1815 après s'être vu garantir par la constitution de larges pouvoirs. Pendant les Cent-jours, Guillaume Ier laisse le roi Louis XVIII de France de nouveau en exil s'installer à Gand. C'est encore dans le nouveau Royaume des Pays-Bas qu'est consommée la défaite de Napoléon à Waterloo. Guillaume est définitivement considéré comme un roi constitutionnel aux pouvoirs étendus et Wilhelmine devient reine consort.
Pour mieux asseoir l'indépendance de son pays, Guillaume Ier marie dès 1816 son héritier à Anna Pavlovna de Russie, sœur du tsar Alexandre Ier. Les autres enfants épouseront comme leur père des membres de la Maison royale de Prusse.

## Une reine timide et artiste
Wilhelmine a un tempérament effacé et reste en retrait des affaires politiques de son pays. Elle n'est pas très populaire car souvent perçue comme cherchant à isoler la famille royale. Dans la partie belge du royaume des Pays-Bas, elle est souvent critiquée pour ses tenues vestimentaires de style allemand. Elle a cependant quelques affinités pour le domaine des arts. Elle assiste à des expositions, soutient la sauvegarde des musées et supporte les artistes. Elle-même entreprend des études en art, et devient membre honoraire de l'Académie Royale des Beaux-Arts. Au début de 1820, son état de santé se dégrade, et à partir de 1829, elle fait peu d'apparitions publiques.
En 1830, conséquemment au mouvement révolutionnaire français  qui a mis fin à la monarchie des Bourbons, la Belgique fait sécession et, soutenue par l'Angleterre et la France de Louis-Philippe, proclame son indépendance et s'érige en royaume. Désavoué par ses pairs, Guillaume Ier, après avoir fait bombarder Anvers, opte pour une politique plus conservatrice qui lui aliène une partie de l'opinion.
Wilhelmine, qui se tient à l'écart de la vie publique, s'éteint en 1837 au Palais Noordeinde à La Haye. Elle est inhumée dans la crypte royale de la Nouvelle Église de Delft. Le roi abdique trois ans plus tard en faveur de son fils aîné Guillaume II des Pays-Bas, s'exile en Prusse pour pouvoir épouser sa maîtresse Henriette d'Oultremont, une dame belge et catholique.